# 毛车藤
毛车藤（学名：Amalocalyx microlobus）是夹竹桃科毛车藤属的植物。分布在缅甸、老挝以及中国大陆的云南等地，生长于海拔800米至1,000米的地区，多生于山地疏林中，目前尚未由人工引种栽培。
其种加词“microlobus”意为“微叶的”。

## 别名
酸果藤（云南）不同于（潮汕地区）说的盐酸鸡

## 异名
- Amalocalyx burmanicus Chatterjee
- Amalocalyx yunnanensis Tsiang